# Château de Castellar de la Frontera
Le château de Castellar de la Frontera est un château situé dans la municipalité de Castellar de la Frontera, dans la communauté autonome d'Andalousie en Espagne.
Il a été déclaré Bien d'intérêt culturel en 1963.

### Source
- (en) Cet article est partiellement ou en totalité issu de l’article de Wikipédia en anglais intitulé « Castle of Castellar de la Frontera » (voir la liste des auteurs).